# Helmut Kossodo
Helmut Kossodo (* 26. November 1915 in Berlin; † 21. Oktober 1994 in Genf) war ein deutscher Übersetzer und Verleger.

## Leben und Wirken
Helmut Kossodo war der Sohn einer Berliner jüdischen Familie, die 1933 aus Deutschland verjagt wurde. Es gelang ihnen, in der Schweiz Fuß zu fassen. In Genf studierte Kossodo zunächst Musik, mit dem Berufsziel Dirigent. Nach Ausbruch des Zweiten Weltkrieges wurde er in einem Internierungslager in der Schweiz gefangengehalten und zwangsweise bei Straßenbauarbeiten eingesetzt. Nach 1945 freigelassen,  konnte er mit der Hilfe von ererbten Geldmitteln einen Verlag gründen, der sich auf die Herausgabe bisher wenig bekannter Schriftsteller spezialisierte. Es gehörte aber auch John Lennon mit einem Gedichtband zu den Verlagsautoren.
„Großzügig und kühn“ war Kossodos verlegerischer Einsatz, als er den Entschluss zur Herausgabe des „Gesamtwerkes“ Robert Walsers fasste. Die editorisch von Jochen Greven und Jörg Schäfer betreute Ausgabe erschien in den Jahren 1966 bis 1975 in dreizehn Bänden. Unter der Last des Projektes verlor Kossodo sein gesamtes Vermögen, so dass er Mitte der 70er Jahre den bis dahin in Hamburg und Genf ansässigen Verlag schließen musste. Dennoch bleibt sein Name als Verleger mit diesem Engagement dauerhaft verbunden. Danach arbeitete Kossodo nur noch als Übersetzer fremdsprachiger Literatur.
Seither arbeitete Kossodo als Übersetzer und Rezensent. Zu den von ihm aus dem Englischen und Französischen übertragenen Autoren gehören, neben vielen anderen,  Charlotte Brontë, Julien Green, Eugène Sue, Herman Wouk und Albert Cohen.

## Auszeichnungen
- 1991 Prix lémanique de la traduction.

## Übersetzungen (Auswahl)
- Albert Cohen: Die Schöne des Herrn, Vorgelegt in einer sorgfältigen Modernisierung der meisterhaften Übersetzung aus dem Französischen von Helmut Kossodo durch Michael von Killisch-Horn, Stuttgart: Klett-Cotta Verlag, 2012.
- Catherine Sauvat: Vergessene Weiten. Biographie zu Robert Walser. Aus dem Französischen von Helmut Kossodo, Köln: Bruckner & Thünker Verlag, 1993.
- Herman Wouk: Der Enkel des Rabbi. Deutsch von Anita Krätzer und Helmut Kossodo. Berater bei der Übersetzung und Erledigung jiddischer, hebräischer und aramäischer Textpassagen: Rachel Salamander und Robert Strain, Knaus Verlag, München/Hamburg 1986, 733 S., ISBN 3-8135-0144-2.
- Charlotte Brontë: Jane Eyre. Roman. Insel Verlag, Frankfurt am Main 2008.
- Eugène Sue: Die Geheimnisse von Paris. Vollständige Ausgabe. Zwei Bände in Kassette, Insel Verlag, Frankfurt am Main 2008.

## Bücher seines Verlages (Auswahl)
- Eine Frau in Berlin. Tagebuchaufzeichnungen. Verlag Helmut Kossodo, Frankfurt, Genf 1959. Erste deutsche Ausgabe von Marta Hillers Buch Eine Frau in Berlin.
- John Lennon: In seiner eigenen Schreibe. Gedichte und Geschichten.  Zeichnungen von John Lennon,   Übersetzung aus d. Englischen +  Vorwort  Wolf Dieter Rogosky u. Helmut Kossodo, Kossodo Verlag, Hamburg, Genf 1965.